# Rockopop
Rockopop va ser un programa musical emès en la tarda dels dissabtes per TVE entre 1988 i 1992 i dirigit per Beatriz Pécker. Va estar presentat per la mateixa Pécker, acompanyada per Teresa Viejo i Paloma Serrano, en la secció La lista de éxitos.

## Format
Espai dedicat a un públic eminentment juvenil, prenia el relleu d'altres programes com Tocata, A tope i Número 1.
El programa combinava actuacions en directe de les estrelles del pop i del rock tant espanyoles com internacionals (especialment anglosaxones) amb vídeos musicals.
Es feia, a més, un repàs dels discos més venuts a Espanya al llarg de la setmana.

## Artistes convidats
Entre els grups i cantants que van desfilar pel plató de Rockopop figuren:
- Solistes espanyols: Joaquín Sabina, Miguel Bosé, Luz Casal, Rosario Flores…
- Grups espanyols: Los Ronaldos, Celtas Cortos, Ilegales, Danza Invisible, Radio Futura, Tam Tam Go, Un Pingüino en mi Ascensor, Duncan Dhu, Héroes del Silencio, Gabinete Caligari, Loquillo y los Trogloditas, Cómplices, Olé Olé, Hombres G, Mecano, El Último de la Fila, Revólver, Barricada, El Norte…
- Solistes estrangers: Paul McCartney, Mark Knopfler, Joe Cocker, Johnny Cash, Ofra Haza, Matt Bianco, Sam Brown, Glenn Medeiros, Jovanotti, C.C. Catch, Andy Cox, Terence Trent D'Arby, Eric Clapton, Jimmy Somerville, Michael Bolton, Kylie Minogue, Tevin Campbell, Martika, Cyndi Lauper…
- Grups estrangers: R.E.M., Eighth Wonder, Level 42, Depeche Mode, Tears for Fears, Milli Vanilli, Bananarama, Europe, Texas (grup), Def Leppard, Black, Army_of_Lovers.[2]

## Premis
- TP d'Or 1988 al Millor Programa Musical.[3]
- TP d'Or 1989 al Millor Programa Musical.[4]

## Enllaços exterms
- Rockopop a rtve.es a la carta